# 433 př. n. l.

## Hlava státu
- Perská říše – Artaxerxés I. (465 – 424 př. n. l.)
- Egypt – Artaxerxés I. (465 – 424 př. n. l.)
- Bosporská říše – Spartocus I. (438 – 433 př. n. l.) » Satyrus (433 – 389 př. n. l.)
- Sparta – Pleistonax (458 – 409 př. n. l.) a Archidámos II. (469 – 427 př. n. l.)
- Athény – Crates (434 – 433 př. n. l.) » Apseudes (433 – 432 př. n. l.)
- Makedonie – Perdikkás II. (448 – 413 př. n. l.)
- Epirus – Admetus (470 – 430 př. n. l.)
- Odryská Thrácie – Sparatocos (450 – 431 př. n. l.)
- Římská republika – konzulové M. Fabius Vibulanus, L. Sergius Fidenas a M. Folius Flaccinator (433 př. n. l.)
- Kartágo – Hannibal Mago (440 – 406 př. n. l.)